# Jean-Daniel Colladon
Jean-Daniel Colladon (Ginebra, 15 de diciembre de 1802-Ginebra, 30 de junio de 1893) fue un físico suizo, famoso por ser el primero en experimentar con la reflexión total de la luz dentro del agua, fenómeno que acabaría dando paso a la fibra óptica.

## Biografía
Más conocido por el nombre de Daniel Colladon, fue hijo de Henry y Jeanne-Marthe Marié. Estudió durante algún tiempo Derecho en Ginebra, pero finalmente se dirigió para la ciencia y la cuota de estudio matemáticas en París. Luego trabajó en los laboratorios de Andre-Marie Ampere y Joseph Fourier y a los 25 ganó el Gran Premio de la Academia de Ciencias por su trabajo con su amigo Charles Sturm en el cálculo de la velocidad del sonido en el agua.
Participó en la creación de la  Escuela Central de París y ocupó la cátedra de mecánica desde 1829 a 1839. Ese año regresó a Suiza, donde se creó para él una cátedra en la Academia de Ginebra (1839-1859). Estuvo a cargo desde 1843 hasta 1844 de la construcción de la planta de gas de Ginebra, a continuación, de la de Nápoles en 1862.
Diseñó varios instrumentos de medición como el fotómetro o el dinamómetro y sugirió el uso del aire para cavar túneles largos, ofreciendo su sistema para la perforación del túnel del Mont Cenis. Fue el ingeniero director de la empresa del gran túnel de San Gotardo, fundada en 1872 por Louis Favre, para las cuestiones relativas a los compresores y el suministro de aire comprimido y su generación, así como otros problemas técnicos. Durante el trabajo, y tras la muerte de Louis Favre en 1879, Colladon lo defendió ante la comunidad científica y técnica a través de muchos escritos.